# Trigon
Trigon este o formație de etno-jazz din Republica Moldova. Aceasta îmbină elemente de folk, etno, jazz, rock și muzică simfonică, fiind una dintre cele mai bune trupe de jazz modern.
Din 2002 organizează ETHNO JAZZ FESTIVAL în Chișinău și regiunile Republicii Moldova, în cadrul căruia au evoluat artiști precum Paolo Fresu, Richard Galliano, Mikhail Alperin, Louis Sclavis, Trilok Gurtu, Omar Sosa, Steve Shehan, Javier Girotto, Luciano Biondini, Frank Marocco, Daniele Di Bonaventura, Nguyên Lê, Vincent Peirani, Emile Parisien, Sylvain Kassap, Maciej Sikala, Manfred Leuchter, Uwe Kropinski, RONIN, Amine M'RAIHI and Hamza M'RAIHI, Chico Freeman, Saskia Laroo, Ulrich Drechsler, Grzegorz Karnas,  Martin Tingvall, Renato Borghetti, Harri Stojka, Magnus Lindgren,  Gustav Lundgren, Christoph Stiefel , Leo Tardin, Andreas Scharer, Elina Duni, Lisette Spinnler, Venusbrass, The Shin, Hradcany, Rao Trio, Que Passa Quintet, PULCINELLA, KAULAKAU,  MoZuluart, AKA trio, Rusconi, Violons Barbares, Berywam, Balkan Strings ..

## Istoric

### Anii1992-1996
În anul 1992, Anatol Ștefăneț (violă) împreună cu Sergiu Testemițeanu (chitară bas) și Oleg Baltaga (baterie) dau naștere formației de etno-jazz Trigon.
Aceasta debutează la Festivalul de Jazz de la Chișinău în 1993.
Un an mai târziu, în 1994, Trigon lansează primul lor album, "The Moldovan Wedding in Jazz", în Franța.
Albumul se bucură de un mare succes, primind premiul "Grand Prix du Disc" la scurt timp după apariție.

### Anii 1996 -2000
În  perioada 1996-1999 Trigon susține un turneu în numeroase țări din Europa și din fostul spațiu URSS, având un succes nemaipomenit și fiind foarte îndrăgiți de public.
În 1998, formația lansează al doilea album, "Oglina" în Germania.
Cel mai mare succes a fost înregistrat în Germania, la Festivalul de Jazz din Hamburg în aprilie 1998. De atunci formația a concertat foarte des în această țară.

### 2000 - prezent
În anul 2000, Sergiu Testemițeanu este înlocuit de Alexandru Murzac, iar formația lansează cel de-al treilea album, "Free Gone".
Un an mai târziu, Mario îl înlocuiește pe Oleg Baltaga. Tot în 2001 este lansat albumul "Glasul Pământului (The Voice of My Earth)".
În perioada 2003-2005 componența trupei suferă din nou modificări: Gari Tverdohleb îl înlocuiește pe Mario, Valentin Boghean și Dorel Burlacu se alătură trupei. Această componență este valabila și în prezent.
În 2005, Trigon lansează albumul "Seven steps".

## Componență

### Componență originală
- Anatol Ștefăneț – violă
- Sergiu Testemițeanu – chitară bas
- Oleg Baltaga – baterie

### Membri actuali
- Anatol Ștefăneț – violă
- Vali Boghean: saxofon, trompetă, flaut, caval, chitară bas, voce
- Dan Bruma - chitara.
- Gari Tverdohleb – baterie, percuție, xilofon

### Foști membri
- Alexandru Murzac – chitară bas
- Mario – baterie și percuție
- Dorel Burlacu – clape, pian
- Alexandru Arcuș  – saxofon, flaut, caval, chitară bas, voce

## Discografie
- 1994 - The Moldovan Wedding in Jazz / Silex/ (Belgium)
- 1998 - Oglinda /Jaro/ (Germany)
- 2000 - Free-gone /Boheme Music/
- 2001 - Glasul Pământului (The Voice of My Earth) /Green records/ (Romania)
- 2005 - Seven Steps /MAVR Company/ (Moldova)
- 2011 - Opt-i-mistic
- 2021 - Urban

## Premii
- 1994 -  Grand Prix du Disc – "The Moldovan Wedding in Jazz"